# Torre Pellice
 (mai 2021).
Torre Pellice (en occitan La Torre de Pèlis, en français La Tour de Pellis) est une commune de la ville métropolitaine de Turin dans le Piémont en Italie.
Torre Pellice est le siège principal des institutions de l'Église évangélique vaudoise. Elle est leur centre culturel et historique. L' Église évangélique vaudoise est la plus ancienne église protestante italienne, elle est présente principalement en Italie, dans les  Vallées vaudoises du Piémont, avec des antennes en Amérique du Sud. Elle est adhérente de l'Alliance réformée mondiale et de la Conférence des Églises protestantes des pays latins d'Europe.

## Géographie
Torre Pellice se trouve dans le val Pellice, au confluent de la Pellice et de l'Angrogna, au pied du mont Viso, juste en face du Queyras. 

## Histoire
Le bourg doit son nom à la tour qui fut édifiée autour de l'an mille sur la colline que l'on appelle aujourd'hui « del Forte » (du fort).
L'histoire de Torre Pellice, fief historique des familles Rorenghi et Manfredi depuis le XIIIe siècle, est étroitement liée à celle des Vallées vaudoises et du peuple vaudois. 
La présence dans ces vallées de nombreuses familles liées au mouvement vaudois est attestée à partir du XIIIe siècle.
Avec l'adhésion des Vaudois, en 1532, à la Réforme protestante, Torre Pellice devint un centre d'échanges religieux et culturels à l'échelle européenne.
Du XVIe au XVIIIe siècle, Torre Pellice fut durement frappée par les persécutions religieuses. Celle de 1665, que l'on nomme Pâques Piémontaises, fut particulièrement cruelle : les armées du duc de Savoie saccagèrent le bourg dans lequel 279 familles sur 295 étaient vaudoises. Les vaudois en furent chassés en 1686, en application de l'édit de Fontainebleau, promulgué par le duc de Savoie Victor-Amédée II, et durent s'exiler en Suisse et en Allemagne. Mais ils revinrent entre 1689 et 1690, sous la conduite du pasteur Henri Arnaud. Cet épisode est le sujet d'une épopée connue sous le nom de Glorieuse Rentrée.
Après la conquête du Piémont par les armées du Directoire, le bourg fit partie du département du Pô de 1802 à 1814. Le retour de la monarchie sarde en 1815 mit fin à la période de liberté religieuse qui avait transformé le bourg en un centre culturel important sous le Premier Empire. Dans la deuxième moitié du XVIIIe siècle, le bourg connut un début d'industrialisation, qui fut ralenti par le Blocus continental.
Le 17 février 1848, les fidèles de l'Église évangélique vaudoise obtinrent du roi de Sardaigne Charles-Albert leur émancipation et la reconnaissance de leurs droits civils et politiques. L'évènement déclencha de grandes festivités dans les vallées, et depuis, chaque année, le soir du 16 février, les montagnes des Vallées vaudoises s'illuminent de feux de joie qui rappellent la concession de la liberté de conscience au peuple piémontais.
Au cours du XIXe siècle, Torre Pellice vit son industrie se consolider et sa population augmenter (de 2 343 habitants en 1819 à 6 000 vers 1900). Le bourg s'agrandit et l'on inaugura, en 1882, la voie ferrée Pignerol-Torre Pellice.
L'industrialisation transforma le tissu social et fit apparaître un milieu ouvrier nombreux et bien organisé. La première section du Parti fasciste fut créée à Torre Pellice en 1920 et le conseil municipal fut contraint à la démission en 1926. Mais la majorité des habitants du bourg étaient antifascistes et eurent l'occasion de le démontrer dans les rangs de la Résistance.

## Le centre du monde vaudois

### Le principal siège des institutions vaudoises
Les persécutions religieuses ou les conditions économiques ont conduit, à diverses époques, de nombreux habitants des Vallées vaudoises à s'exiler, et l'Église évangélique vaudoise entreprit, après l'unification italienne de diffuser la parole évangélique dans l'ensemble du pays. 
Un tiers seulement des fidèles de l'Église évangélique vaudoise résident aujourd'hui dans les 18 communautés voisines de Pignerol.
Torre Pellice, qu'Edmondo De Amicis appelait la Genève italienne, accueille les nombreuses institutions et les édifices qui en font le centre du monde vaudois. Celles-ci comprennent notamment :
- Le lycée vaudois (Liceo valdese)  construit en 1832 ;
- L'hôpital vaudois (Ospedale valdese), qui fut construit avec l'aide du tsar de Russie et du roi de Prusse, et dont la gestion est désormais pilotée par l'administration régionale piémontaise ;
- Le nouveau temple vaudois (Tempio valdese) ;
- La maison des diaconesses vaudoises (Casa valdese delle Diaconesse)  ;
- La Maison vaudoise (Casa valdese) où se réunit le synode de l'Église évangélique vaudoise ;
- Le musée vaudois (Museo Valdese) de Torre Pellice .

### Les premiers émigrants
À la fin du XVe siècle, la population augmenta dans l'ensemble de l'arc alpin et de nombreux habitants des hautes vallées descendirent dans les plaines. Le village français de Lourmarin, au pied du massif du Luberon, dans la plaine de la Durance, doit son existence à Foulques III d’Agoult, qui fit venir dans les années 1470 une colonie de vaudois du Piémont, qui s’installa définitivement dans le village. Lourmarin est une pièce maîtresse dans l'organisation de la communauté vaudoise de l'époque.
Après le massacre d'avril 1545, au cours duquel furent exterminés 3 000 vaudois du Luberon, une partie des survivants revinrent en Piémont ; d'autres partirent en Amérique du Sud, dans la région de Darién, charnière des Amériques, à cheval sur la Colombie et Panama où ils s'installèrent auprès des Indiens Cunas. Cette rencontre de deux cultures minoritaires et de deux populations menacées produisit une fusion des traditions vestimentaires et artistiques des uns et des autres.

## Multilinguisme
L'ensemble du val Pellice est caractérisé par la coexistence de quatre parlers : l’italien, langue officielle depuis 1560, le français, langue officielle de l’Église vaudoise pendant deux siècles, l’Occitan, culture  et langue littéraire du Moyen Âge et le piémontais, langue populaire et commerciale.

## Sport
Torre Pellice possède une équipe reconnue de hockey sur glace, la plus ancienne du Piémont, créée en 1934 : le Hockey Club Valpellice, qui a déjà évolué dans la première division du championnat italien. C'est à Torre Pellice que jouent les équipes masculines et féminines des All Stars Piemonte.
À l’occasion des Jeux olympiques d'hiver de 2006, la région du Piémont a fait construire la patinoire Giorgio Cotta Morandini, où ont eu lieu les entraînements des épreuves de hockey sur glace.
Du 11 au 17 décembre 2006 se sont tenus les championnats du monde junior de hockey sur glace avec les équipes du groupe B de la division 1.

## Administration
| Période                                  | Période    | Identité           | Étiquette                                               | Qualité |
| ---------------------------------------- | ---------- | ------------------ | ------------------------------------------------------- | ------- |
| juin 1985                                | mai 1990   | Marco Armand Hugon | Parti Communiste Italien                                |         |
| mai 1990                                 | avril 1995 | Marco Armand Hugon | Parti Communiste Italien - Parti démocrate de la gauche |         |
| avril 1995                               | juin 1999  | Marco Armand Hugon |                                                         |         |
| juin 1999                                | juin 2004  | Marco Armand Hugon | centre-gauche                                           |         |
| juin 2004                                | juin 2009  | Claudio Bertalot   | Liste civique                                           |         |
| juin 2009                                | mai 2014   | Claudio Bertalot   | Liste civique                                           |         |
| mai 2014                                 | En cours   | Marco Cogno        | Liste civique "Spighe fra i monti"                      |         |
| Les données manquantes sont à compléter. |            |                    |                                                         |         |

### Communes limitrophes
Angrogna, Villar Pellice, Luserna San Giovanni, Rorà, Bobbio Pellice

### Hameaux
Chabriols

### Évolution démographique
Habitants recensés

### Jumelages
- Guardia Piemontese (Italie)
- Guillestre (France)
- Valdese North Carolina (États-Unis)
- Waldorf (Allemagne)